# Flatida rosea
Flatida rosea är en insektsart som först beskrevs av den tjeckiske entomologen Leopold Melichar 1901.  Flatida rosea ingår i släktet Flatida och familjen Flatidae.

## Underarter
Arten delas in i följande underarter:
- F. r. basalia
- F. r. crocea
- F. r. rosea